# 老约瑟夫·西尔·克拉克
老约瑟夫·西尔·克拉克（英語：Joseph Sill Clark Sr.，1861年11月30日—1956年4月14日），美国男子网球运动员。他曾获得1885年美国网球公开赛男子双打冠军。